# The Macc Lads
The Macc Lads was een komische rockgroep uit Macclesfield in het Engelse graafschap Cheshire, opgericht in 1981 door bassist en zanger ‘Muttley McLad’ (Tristan O’ Neil), drummer ‘Stez Styx’ (Steve Hatton) en gitarist ‘The Beater’ (Geoffrey Conning), later aangevuld door gitarist ‘Phil McCavity’, bassist ‘Chorley the Hord’ (Charles Moore) en gitarist ‘Uncle Knobby’. ‘Al O’Peesha’ was de gitarist van 1991 tot 1995. De band maakte politiek incorrecte hardrock met punkinvloeden; hun teksten zitten vol woordspelingen en steken de draak met de machocultuur.

## Geschiedenis
De spilfiguur van de groep, Muttley McLad, heette in werkelijkheid Tristan O’ Neil. Na enkele kleinere platen maakte de groep in 1985 gebruik van een subsidie van de toenmalige Thatcher-regering, het Enterprise Allowance Scheme, om haar eerste volwaardige album op te nemen. Dit album, Beer and Sex and Chips n Gravy, uitgebracht op het eigen label Hectic House, bevatte nummers als ‘Sweaty Betty’ en ‘Charlotte’, „de grootste slet van Macclesfield”, en lokte controverse uit toen het Conservatieve parlementslid Geoffrey Dickens de plaat omschreef als „vuiligheid — het walgelijkste wat ik ooit heb gehoord”. Hierop werd de staatssubsidie gezwind ingetrokken.
Vele concerten van The Macc Lads werden afgelast naarmate de band bekender werd. Ze omschreven zichzelf als „the rudest, crudest, lewdest, drunkest band in Christendom” (de brutaalste, grofste, obsceenste, dronkenste band in de christenheid). Met hun aanstootgevende, seksistische, homofobe en racistische songteksten maakten ze een muzikale satire op rechtse punkgroepen en de Britse maatschappij ten tijde van Margaret Thatcher. Verschillende gemeentebesturen in het Verenigd Koninkrijk ontzegden The Macc Lads de toestemming om op te treden; op hun concerten braken rellen uit, het publiek gooide met bier, urine en braaksel naar het podium en in een zaal in Birmingham werden ze voorgoed verbannen. Vervolgens trad de band op geïmproviseerde locaties op, onder andere vanuit een vrachtwagen in Blackpool.
Alle controverse vergrootte de naamsbekendheid van de groep aanzienlijk; The Macc Lads gingen op tournee door Europa. De toegang tot de Verenigde Staten werd hun evenwel door de douane ontzegd. In 1995 speelden ze hun vijfhonderdste en laatste optreden. Gitarist Al O’Peesha overleed in 2005. In 2017 gaf de groep onder de naam ‘FILF’ een eenmalig benefietconcert ten beste, maar zonder eigen werk te spelen.

## Stijl
De meeste van hun nummers gaan over dronkenschap, seksuele perversheid en de ‘weerzinwekkendheid’ van vreemdelingen. Ook maten ze zich een Noord-Engels imago aan, met de bijbehorende stereotypen van ruwheid, ongezonde voeding en minachting voor ‘verwijfde’ invloeden uit het rijke zuiden. De muziek van The Macc Lads evoceert het leven van de werkende klasse in een typische Noord-Engelse stad tijdens de tachtiger jaren, maar parodieert dit tegelijk. Vaak terugkerende thema’s zijn de chippy waar ze hun frieten met gravy halen, de pub waar ze Boddingtons Bitter drinken en seks. De inlegboekjes van hun albums bevatten humoristische uitleg bij de totstandkoming van de nummers, en hierin komt een aantal vaste figuren aan bod, die zogezegd Macclesfield bevolken. Zo is bijvoorbeeld ‘Gordon’ de Aziatische exploitant van een afhaalrestaurant, de manager van de groep heet ‘Slimey Git’. ‘Ben Nevis’, de roadie, is een flatulente dikzak en ‘Binbag’ is de leadvocaliste op nummers die (gedeeltelijk) door vrouwen gezongen worden.
Politieke songs gaan bijvoorbeeld over hun afkeer van Duitsers (de groep trad echter in Duitsland op) of Argentijnen. De Irakezen onder Saddam Hoesein werden voorgesteld als: „smelly Arab twats in Bag-fucking-dad / with greasy hair and sweaty bums, / they’d never heard of Boddingtons”. 
De groep bracht onder andere een ironische single uit als steun voor de soldaten tijdens de Falklandoorlog (‘Buenos Aires’), die door het boulevardblad The Sun verkeerd begrepen werd als aanmoediging voor de Britse soldaten. Deze song werd later herwerkt tijdens de Eerste Golfoorlog. Een van hun nummers is een ode aan hun lievelingsbier, Boddingtons Bitter (‘Boddies’). Hun albums Beer & Sex & Chips n Gravy uit 1985 en From Beer to Eternity uit 1989 bezorgden hun een grotere bekendheid in het Verenigd Koninkrijk. Dit laatste album bevatte de song ‘No Sheep ’Til Buxton’, waarbij een videoclip werd gemaakt. Na het album Alehouse Rock uit 1994 verscheen geen nieuw werk meer.
Hun parodie op Live Aid, Feed your Face uit 1987, werd door de commerciële radiostations geboycot en in het parlement veroordeeld. In dit nummer spoort Muttley de luisteraar aan niets aan de Derde Wereld te geven omdat ‘die nikkers’ het niet verdienen en omdat hij een nazi is.

## Discografie
- 1982: One Gallon (demo)
- 1983: Eh Up!
- 1983: Minge Pies & Mistletoe
- 1985: Beer & Sex & Chips n Gravy
- 1987: Bitter, Fit Crack
- 1987: Filthy Fat & Flatulent
- 1988: Live at Leeds (the who?)
- 1988: Sheepless Nights
- 1989: From Beer to Eternity
- 1990: Beer Necessities
- 1991: Twenty Golden Crates
- 1993: An Orifice and a Genital
- 1994: Alehouse Rock